# Attaphila bergi
Attaphila bergi är en kackerlacksart som beskrevs av Bolívar 1901. Attaphila bergi ingår i släktet Attaphila och familjen småkackerlackor. Inga underarter finns listade.